# Raimund Fellinger

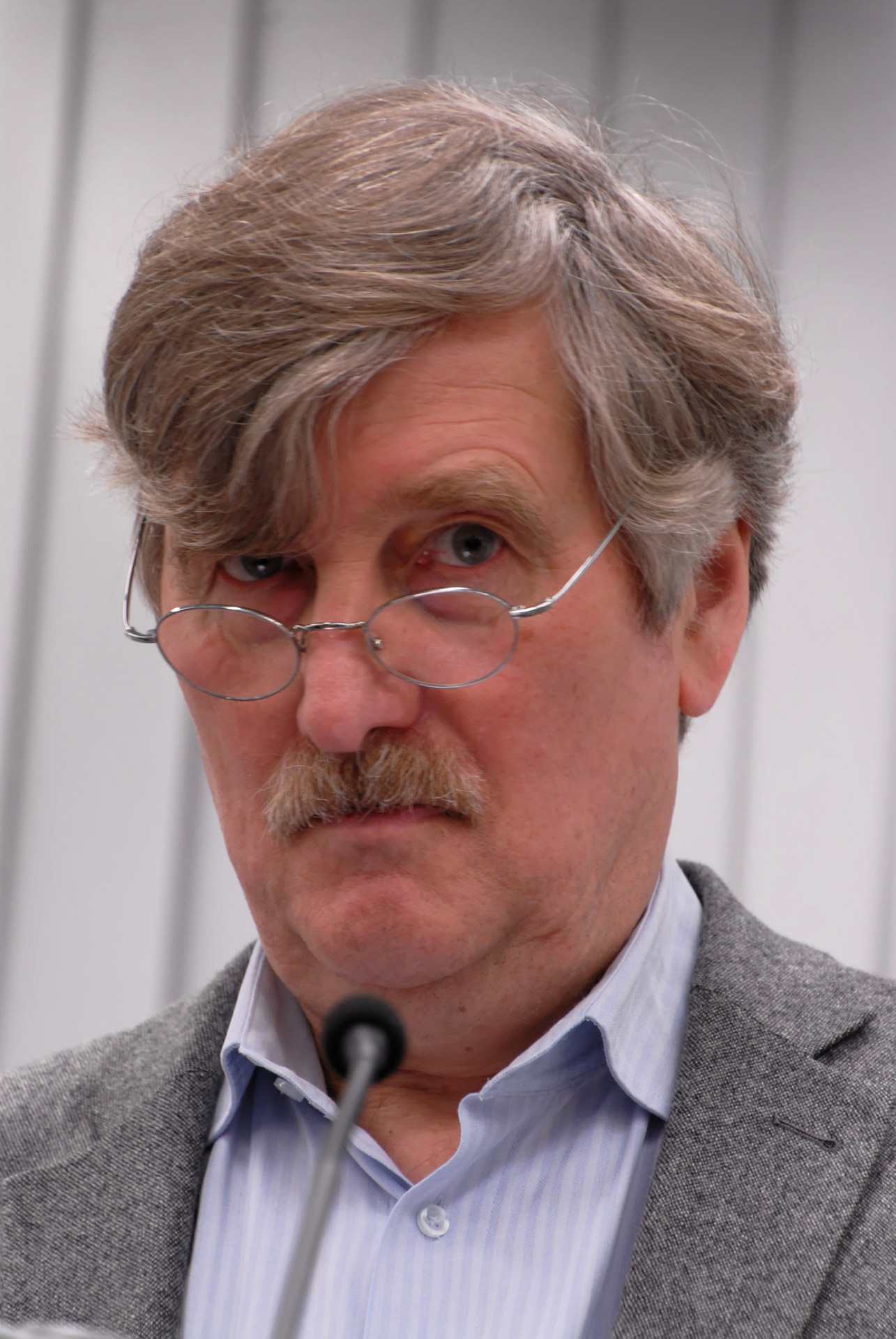
Raimund Fellinger, 2016

Raimund Fellinger (* 1. Oktober 1951 in Dillingen/Saar; † 25. April 2020 in Frankfurt am Main) war ein deutscher Lektor und Herausgeber.

## Leben
Fellinger wuchs im Saarland auf, sein Vater war Postbeamter, seine Mutter Hausfrau. Er begann nach dem Studium der Germanistik, Linguistik und Politikwissenschaft eine Promotion. 1979 wurde er von Siegfried Unseld als Lektor im Suhrkamp Verlag eingestellt. 1980 übernahm er die Verantwortung für die edition suhrkamp. Seit 2006 war er Cheflektor des Suhrkamp Verlages und seit 2010 zudem Cheflektor des Insel Verlages.
Er war Lektor und Herausgeber der Werke von Uwe Johnson, Thomas Bernhard, Peter Handke, Christoph Hein und Peter Sloterdijk. Fellinger betrieb als Vorstandsmitglied der Peter Suhrkamp Stiftung den Ausbau des Wolfgang-Koeppen-Archivs der Universität Greifswald zu einem Forschungszentrum zur Literatur der Moderne. Seit Anfang der 1980er Jahre betreute er das Werk von Thomas Bernhard. Fellinger war bis zu seinem Tod im April 2020 Präsident der Internationalen Thomas-Bernhard-Gesellschaft. 2019 begleitete er Peter Handke zur Verleihung des Literaturnobelpreises.
Als Cheflektor prägte Fellinger den Suhrkamp-Verlag maßgeblich. Fellingers Bedeutung spiegelt sich im Titel des Nachrufs von Journalist Andreas Platthaus in der FAZ wider: „Zum Tod von Raimund Fellinger: Der Mann, der Suhrkamp war“.

## Auszeichnungen
Die Philosophische Fakultät der Universität Greifswald verlieh Raimund Fellinger in Würdigung seines Einsatzes für die deutsche Gegenwartsliteratur und -kultur am 4. Februar 2012 die Ehrendoktorwürde. Die Laudatio hielt Peter Sloterdijk. Ebenfalls 2012 wurde Fellinger als „Chevalier“ des Ordre des Arts et des Lettres ausgezeichnet.

## Werke (Auswahl)
- Über Uwe Johnson. Frankfurt am Main 1992.
- Peter Handke. Frankfurt am Main 1992.
- Kleine Geschichte der Edition Suhrkamp. Frankfurt am Main 2003.
- „Ins Gelingen verliebt sein und in die Mittel des Gelingens“. Siegfried Unseld zum Gedenken. Frankfurt am Main 2003.
- Der Brief: Kunstwerk und Mitteilung. Frankfurt am Main/Leipzig 2006.
- Naturgemäß, über die Menschen und die Natur, Thomas Bernhard. Frankfurt am Main 2008.
- mit Martin Huber (Hrsg.): Thomas Bernhard – Gerhard Fritsch. Der Briefwechsel. Korrektur Verlag, Mattighofen, Oberösterreich 2013, ISBN 978-3-9503318-1-3.[9]
- „Seismograph“ – Kurt Wolff im Kontext. (= Insel-Bücherei. 1332). Berlin 2014.
- mit Matthias Reiner (Hrsg.): Siegfried Unseld – Sein Leben in Bildern und Texten. Suhrkamp, Berlin 2014, ISBN 978-3-518-42460-5.
- Hrsg.: Anneliese Botond. Briefe an Thomas Bernhard. Korrektur Verlag, Mattighofen, Oberösterreich 2018, ISBN 978-3-9503318-8-2.[10]